# 保安 (日本)
保安（1120年5月9日~1124年5月18日）是日本的年號之一。使用這個年號的天皇是鳥羽天皇與崇德天皇，並由白河上皇實施院政。

## 改元
- 元永三年四月十日（1120年5月9日）改元保安。
- 保安五年四月三日（1124年5月18日）改元天治。

## 紀年、西曆、干支對照表
| 保安 | 元年   | 二年   | 三年   | 四年   | 五年   |
| 公元 | 1120年 | 1121年 | 1122年 | 1123年 | 1124年 |
| 干支 | 庚子   | 辛丑   | 壬寅   | 癸卯   | 甲辰   |